# Android 14
Android 14 je čtrnáctá hlavní verze a celkově dvacátá první verze mobilního operačního systému Android. Byla představena 10. května 2023 na konferenci Google I/O a vydána byla 4. října 2023.

## Historie

Logo Androidu 14 pro vývojářské a beta verze

Android 14 byl oznámen 10. května 2023. Okamžitě byl vydán vývojářský náhled pro telefony Pixel řady 6 a 7, stejně jako plán s termíny aktualizací. Ten obsahoval další vývojářský náhled, který byl zveřejněn 8. března, stejně jako čtyři měsíční beta verze. První beta verze byla vydána 12. dubna, která 26. dubna obdržela opravu na verzi Beta 1.1 Druhá beta verze byla vydána 10. května, která 25. května rovněž obdržela opravu na verzi Beta 2.1 Třetí beta verze byla vydána 7. června, nyní již s dosažením stability platformy, která později 14. června obdržela opravu na verzi Beta 3.1 Čtvrtá beta verze byla vydána 11. července. Mezi vydáním Androidu 14 a vydáním Androidu 13 15. srpna 2022 uplynul 1 rok, 1 měsíc, 2 týdny a 5 dní, čímž byla překonána doba trvání Androidu 9-10, která činila 1 rok a 4 týdny.
Beta verze jsou k dispozici pro zařízení Pixel, která mají zaručenou aktualizaci verze systému Android, tedy pro zařízení Pixel 4a (5G) nebo novější. Zařízení Pixel 7a mohou také beta testovat Android 14 od verze Beta 3. Zařízení Pixel Tablet a Pixel Fold mohou beta testovat Android 14 od verze Beta 4.

## Funkce

### Prodloužená životnost baterie
V nastavení baterie se nyní zobrazuje doba používání obrazovky od posledního úplného nabití. Spotřeba baterie se zobrazuje odděleně od systému a dalších aplikací. Optimalizace vnitřních procesů výrazně prodloužila výdrž baterie. Nyní je možné přímo volit mezi úsporným a nouzovým režimem napájení.

### Soukromí a bezpečnost
Android 14 blokuje instalaci aplikací, které jsou zaměřené na verze systému Android nižší než Android Marshmallow (6.0). Cílem této změny je omezit šíření malwaru, který se záměrně zaměřuje na starší verze systému Android, aby obešel bezpečnostní omezení zavedená v novějších verzích. Byl přidán příznak instalace Android Debug Bridge (ADB), který umožňuje toto omezení obejít.
Za účelem zlepšení ochrany soukromí může uživatel pomocí nástroje pro výběr fotografií vybrat, ke kterým snímkům může aplikace přistupovat.
Drobná změna nastala také u režimu hosta nebo víceuživatelského režimu, kde byla možnost "Povolení hostovi používat telefon" přesunuta do nabídky nejvyšší úrovně. Dříve se tato možnost nacházela za samotným účtem hosta.

### Health Connect
Funkce Health Connect je jednou z nových funkcí systému Android 14 a uživatelé k ní mají nyní přístup prostřednictvím nabídky nastavení zcela nového modelu Pixel. Služba Health Connect spolupracuje s aplikacemi jako Fitbit, Samsung Health a Google Fit.